# 豊田正作
豊田 正作（とよだ しょうさく、1792年（寛政4年） - 1857年1月29日（安政4年1月4日））は、二宮金次郎（二宮尊徳）とともに、報徳仕法を行い、野州桜町や小田原藩内の村々を復興させた小田原藩の武士で地方役人。

## 生涯
諱は邦胤江戸生まれ（尊徳より4歳年下）
1827年12月(文政10年)(35 歳)、勤番で野州桜町に赴任(代官として)したが、尊徳の成功を望まない上司の指嫉があったらしく、ことごとに仕法を妨害し、領内を提乱させた。
その後、混乱させた責任を取るため江戸に召喚され、案に相違して冷遇を受けた正作は、初めて己の愚を悟るとともに、次第に尊徳への畏敬の念をたかめ、鵜沢作衛門らをつうじて随身を希望するにいたった。
1835年2月(天保6年)(43 歳)念願かない桜町勤番となり、以後7年間、江戸·小田原への随行を含めて、懸命に尊徳を補佐する。
1840年（天保11年）伊豆韮山の韮山代官江川太郎左衛門英龍の書簡により、二宮金次郎とともに招かれて出張し、田方郡多田弥次右衛門の一家再興の方法を講じ1380両貸付け、数日滞在し仕法を立てる。
1841 年(天保 12年)(49歳)尊徳が幕府に登用されると報徳方の勤番を命ぜられ、やがて小田原に赴任する。このころ御徒目付となる。その後山崎金五右衛門らとともに、仕法を推進しようとしたが、畳お気にて挫折。失意の晩年となり、小田原報徳社の世話をする程度にとどまる。

## 報徳記における豊田正作
小田原の役人豊田正作という者は性格がはなはだ剛奸で先生の徳行を嫌ってその事業を妨げた。先生の処置する所はことごとくかたよって道理に合わない論でこれを破り、村の中に出れば、
「この件を二宮が命じたといっても、私はこれを許さない、速やかにこれを止めよ、私の言葉に従わなければ必ずお前たちを罰しよう」と言った。
　村民は恐れて先生の指揮に従わなかった。豊田は常に先生のすぐれた事業を破ることをもって心とした。
このために悪い心をもつ民はこれに諂って、ともに良法が成就しないことをもって愉快とした。それだけでなく良民を退け、心がよこしまで人にへつらう人を表彰し、３村を勝手きままに歩き回り、大酒を飲んで、口を極めて先生を嘲った。
先生は大変これを憂慮して、あるいはおだやかでやさしい言葉でこれ諭し、あるいは正しい言葉でこれを導き、仕法を妨げることが無いようにさせようとこころをはたらかせても、更にこれを用いないで、ますます不平を懐いて、再興の道を妨げた。先生は日夜艱難辛苦して復興の事業の成果をおさめようとされた。
豊田は日夜肝胆を砕いてこれを破ろうとした。
先生はすでに豊田を善に帰せしめようとして力を尽されたがどうにもできなくて、大きくため息をつかれて言われた。
「彼は小田原１０万石の力でどうすることもできず、私に所属させれば必ず善に帰するであろうとこの地に出した。もし位格を去って、その後に、我に所属させれば私がこれを善に導くことは難かしいことではない。しかし位格が私より上にいて、この地に来させた。
このために私を目下に見て事業を妨げ、下民もまたその言葉に随って、ともに仕法を破る事を計画した。これを直そうとして歳月を送るならば、私はこのために事業を廃止してしまう。やむ事を得ない、彼の好む所によってこれを処理するのがよいだろう。」と。
　
ひそかに歌子夫人に命じて言った。
「彼は生来おおいに酒を好む、朝起きるのを待って酒と肴（さかな）を備え彼に告げて言いなさい。『あなたはこの地に到着して以来、実に村の中のために骨折られていること容易ではありません。せめては一杯を飲んでその疲れを補いください』と、金次郎が私に命じて村の中に参りましたと。酒と肴が尽きた時は別に備え置いて、またこれを出しなさい。
一日中酒と肴を絶ってはならない。これもまた仕法を成就させるの一端である、必ず過ってはならない。」と。
　
夫人はその言葉のとおりにして美酒とおいしい肴を出した。豊田は大いに喜んで、再三これに感謝して飲食すること一日中息まなかった。それ以来日々このとおりで一日も酒と肴を備えないことはなかった。豊田はいよいよ喜んで、その酒と肴に飽きる事を楽しみとし、あえて村の中に行かなくなった。心のよこしまな民はしばしば来たが、豊田は酒に酔いつぶれて言語が明瞭でなく、心がよこしまな民もこのために謀りごとを合わせることができなかった。先生はこの時に当って、専ら村の中に力を尽し貧困に苦しんでいる民をいたわり、荒れ地を開き、およそ旧復の事業、夜に日を継いで心をこめて実行された。
数年の後、豊田はついに自ら反省して自らを責め、ざんげして前非を改め、復興の道を勉励するに至った。ここにおいて豊田の有益もまた少なくなかった。実に先生の徳化のしからしめるものと感じいる次第である。」

## 江川太郎左衛門との関係
江川太郎左衛門配下の韮山の商人と管轄地の大磯の商人等が、二宮尊徳の指導を受けて、傾いた身代を復興させたことを知った江川太郎左衛門英龍は、自身配下の多田弥次右衛門救済を頼むべく、天保１１年(1840)6月6日に金次郎へ「御出で下され候様幾重にも願ひ奉り候」という手紙を書き、それを受け取った６月８日に二宮尊徳と豊田正作を含む一門数名を招待し、数日に亘って懇談している。
江川の用件は伊豆韮崎の豪商で吹替金銀引替御用という役目を勤める多田家が４，８２３両の借金と１，３８９両の上納金不足で幕府御用からもはずされ破綻しかかっているというのであった。尊徳は多田家救済に、報徳金１，３８９両を多田家が持つ田畑４２町５反のうちの３１町７反を担保に貸付け、畑から上がる小作料のうちから年々４１６俵ずつを年賦償還にあてるというかたちで行われた。
（「二宮尊徳」守屋志郎著248～250頁要約）

## 即如院来報徳全居士について
安政３年(1856)１１月４日の夜、小田原城下の鍋弦小路（なべつるこうじ）（小田原駅新幹線口近く）に住む藩士山崎金五右衛門のところで、しめやかに法要が営まれた。この日は１０月２０日に逝去した二宮金次郎尊徳の、二七日（ふたなぬか）にあたる。
　尊徳重態の知らせが栢山に届いて、実弟二宮三郎左衛門と波子夫人の伯父古沢九右衛門が急きょ今市に向かったのが１０月１４日ごろ。三郎左衛門らは１９日に今市に着いて、久々の弟との対面に尊徳も喜んだが、明くる朝、容態が急変して亡くなった。２２日通夜、２３日葬儀で、如来寺に葬られた。２６日の初七日を済ませた三郎左衛門らは、翌日早朝帰途についた。江戸・小田原への公私の訃報を何十通も預かっていた。小田原帰着が１１月３日、山崎金五右衛門は涙にむせんだ。１７年前の天保１０年、小田原仕法の中堅要員として藩から野州修行を命じられ、「決心書」を作り、５０両を仕法のために差し出し、生涯実行を誓った。小田原仕法は数年後廃止され、尊徳との往来も禁じられている。せめて小田原で有縁の人をひそかに呼んで法事を行い冥福を祈ろうと思いついた。
　山崎金五右衛門は、自分の菩提寺である浄土宗の三乗寺へおもむいて、住職に頼むと快く承知してくれた。問題は故人の法号で、訃報にはそれが載っていなかった。そこで如来寺にちなんで「如来院様」はどうかと、聞くと住職は宗門では遠慮の字でだという。翌日の夕方、住職は弟子一人連れて山崎の屋敷に来て「今日二七日御相当　即如院来報徳全居士」ならどうかという。山崎は先に来ていた豊田正作と相談の上、了承して法事を営んだ。　
　参会者は１０名程度。豊田正作（６６）、栗原祐造、石川兼右衛門、青木武右衛門（７５）、清水助次郎という微禄の者も先生に特にお世話になったからと参加した。久野村の政蔵、下新田の小八もやってきた。重役の中、伊谷治部右衛門が、仏前に餅菓子と届けた。
　鵜澤作右衛門は前々年の１１月すでに没し、嗣子勇之助も前年１０月３０歳の若さで亡くなっていた。同家縁由の大高郡内（６４）が「作右衛門・勇之助の亡霊を兼ね候心得」で参列した。豊田正作はこの法事の席で一句詠んだ。
ありありと
道の光るや
冬の月　
「誠明院功誉報徳中正居士」という正式の法名はまもなく知れ、三乗寺は７月７日の回向をそれで行った。

## 略年譜
- 1827年 文政10年(37歳)12月1日桜町に代官として赴任。二宮尊徳の仕法を妨害する。
- 1829年 文政12年(39歳)小田原に召還され、代官の職を免じられる。
- 1830年 天保元年(40歳)金次郎から桜町でとれた作物、大豆、小豆、ゴマが届く。
- 1831年 天保2年(41歳)鵜沢作右衛門らに二宮尊徳と再び働きたい旨を懇願し、報徳元恕金の世話人に指名される。
- 1835年 天保6年(45歳)念願かない桜町に赴任し、尊徳と再び働く。なお、この頃尊徳を先生と呼び、随身するようになる。
- 1840年 天保11年(48歳)6月8日二宮尊徳とともに韮山代官江川太郎左衛門に招かれ、韮山にて江川に対し仕法について語る。
- 1843年 天保14年(51歳) 江戸神明社内車屋で小田原藩郡奉行の松下良左衛門と夜八時まで仕法について語る。
- 1857年 安政3年(65歳)金次郎がなくなり、小田原で法要を行う。
- 1858年 安政4年(66歳)永眠